# Tioesteri

Struttura generale dei tioesteri con in blu il gruppo funzionale tiocarbossile.

I tioesteri sono composti organici solforati analoghi strutturali degli esteri [R1C(=O)−O−R2], dove però l'atomo di ossigeno estereo (non quello carbonilico) è stato rimpiazzato da un atomo di zolfo. Sono quindi composti aventi formula di struttura generale R1C(=O)−S−R2, normalmente scritta anche R'CO-SR. In essa R' può anche essere H (come negli esteri), ma R no, altrimenti la formula R'CO-SH rappresenta acidi, gli acidi tiocarbossilici.

## Sintesi
I tioesteri possono essere ottenuti per reazione tra un alogenuro acilico e un tioalcossido alcalino (o tiolato alcalino):
R1CO−Cl + RS−Na+   →   R1CO−S−R + NaCl
Una via complementare impiega un tioacetato alcalino che reagisce con un alogenuro alchilico con una sostituzione nucleofila:
R1CO−S−Na+ + R−Cl   →   R1CO−S−R + NaCl
La via analoga a quella classica degli esteri (acido carbossilico + alcool) non dà rese di qualche utilità se non in presenza di speciali agenti disidratanti, come la N,N'-dicicloesilcarbodiimide; in tal caso la sintesi funziona ed è anche estendibile agli analoghi esteri con Se e Te al posto di S:
R1CO−OH + RSH   →   R1CO−S−R + H2O

## Reattività
In linea di principio la molecola di un tioestere è stabilizzata dallo stesso tipo di risonanza degli esteri; in forma schematica:
R1-C(=O)−O−R   ↔   R1-C(−O−)=O+−R
R1-C(=O)−S−R   ↔   R1-C(−O−)=S+−R
dove la seconda forma nel caso dello zolfo contribuisce all'ibrido anche meno dell'analoga con l'ossigeno; questo per la difficoltà che hanno atomi della terza riga nel formare legami pπ−pπ necessari per il doppio legame con il carbonio. Per questo il carbonile dei tioesteri è generalmente più reattivo di quello degli esteri.
I tioesteri infatti si idrolizzano facilmente a tioalcoli (tioli) ed acidi carbossilici:
R1COSR + H2O → R1CO2H + RSH
e con le ammine danno facilmente le corrispondenti ammidi:
R1COSR + R'−NH2 → R1CO2−NHR' + R−SH

## Tioesteri nel metabolismo
I tioesteri hanno un ruolo importante nel metabolismo. Il più importante tioestere esistente nel nostro metabolismo è l'Acetil-CoA, molecola cruciale nella via di demolizione del glucosio.
I tioesteri sono inoltre coinvolti nella fosforilazione a livello del substrato, un processo che genera ATP. Il tioestere appare come un intermedio di reazione e in forma di acetil Co-A più reattivo dell'acido carbossilico. Un acido carbossilico infatti non andrebbe incontro a reazioni, perché energeticamente sfavorito; contrariamente l'acetil-CoA prende parte in maniera ottimale a reazioni grazie alla sua caratteristica delocalizzazione della carica.